# Cattleya lobata
Cattleya lobata là một loài thực vật có hoa trong họ Lan. Loài này được Lindl. mô tả khoa học đầu tiên năm 1848.

## Liên kết ngoài

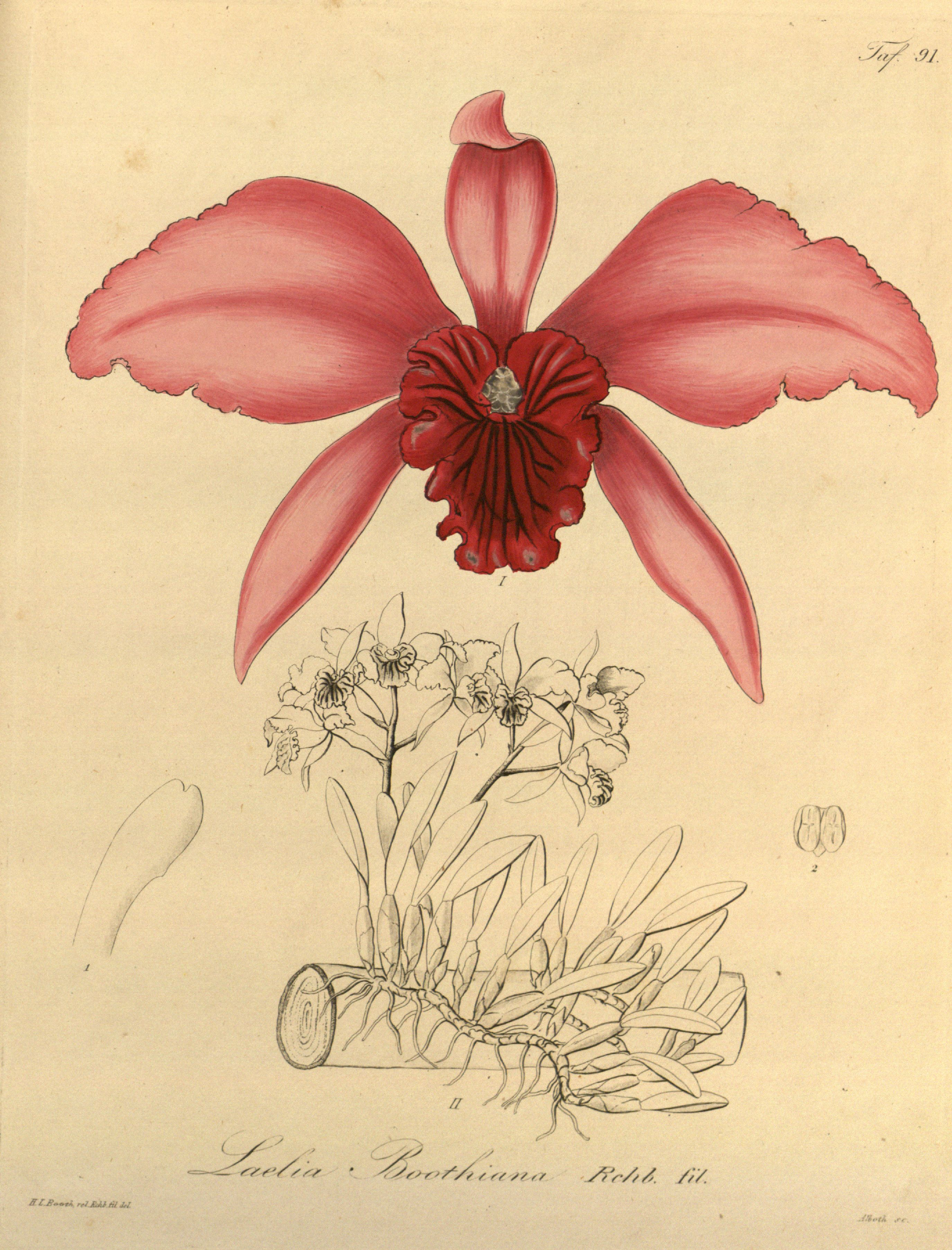
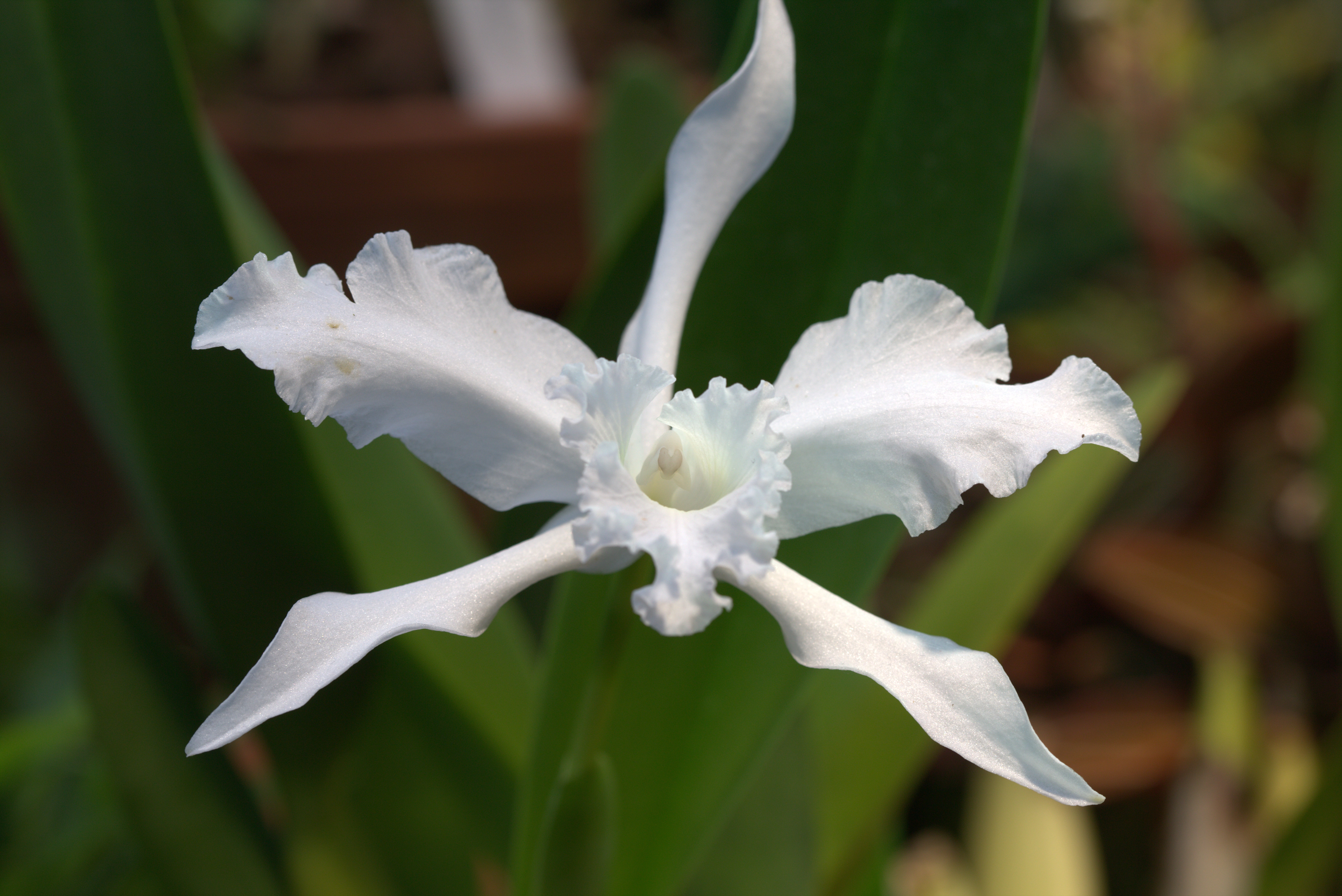
'Alba'